# Vesikko
|                        |                                                                                         |                                                                                         |
| Finnische Streitkräfte |                                                                                         |                                                                                         |
| Allgemeine Daten       |                                                                                         |                                                                                         |
| Schiffstyp:            | - U-Boot                                                                                | - U-Boot                                                                                |
| Marine:                | - Finnische Marine                                                                      | - Finnische Marine                                                                      |
| Bauwerft:              | - Ab Crichton-Vulcan Oy (Turku)                                                         | - Ab Crichton-Vulcan Oy (Turku)                                                         |
| Kiellegung:            | - 1.8.1931                                                                              | - 1.8.1931                                                                              |
| Stapellauf:            | - 10.5.1933                                                                             | - 10.5.1933                                                                             |
| Indienststellung:      | - 30.4.1934                                                                             | - 30.4.1934                                                                             |
| Verbleib:              | - 1944 stillgelegt - 1973 als Museum eröffnet                                           | - 1944 stillgelegt - 1973 als Museum eröffnet                                           |
| Technische Daten       |                                                                                         |                                                                                         |
| Besatzung:             | - 18–20                                                                                 | - 18–20                                                                                 |
| Verdrängung:           | - 250 ts                                                                                | - 250 ts                                                                                |
| Länge:                 | - 40,9 m                                                                                | - 40,9 m                                                                                |
| Breite:                | - 4,1 m                                                                                 | - 4,1 m                                                                                 |
| Tiefgang:              | - 4,2 m                                                                                 | - 4,2 m                                                                                 |
| Antrieb :              | - 2 Dieselmotoren: MWM Diesel mit je 350 PS (257 kW) - 2 Elektromotoren 360 PS (270 kW) | - 2 Dieselmotoren: MWM Diesel mit je 350 PS (257 kW) - 2 Elektromotoren 360 PS (270 kW) |
| Geschwindigkeit:       | - über Wasser: 13 kn - unter Wasser: 8 kn                                               | - über Wasser: 13 kn - unter Wasser: 8 kn                                               |
| Fahrbereich :          | - über Wasser: 1300 NM (2400 km)                                                        | - über Wasser: 1300 NM (2400 km)                                                        |
| Tauchtiefe:            | - <100 m                                                                                | - <100 m                                                                                |
| Bewaffnung             |                                                                                         |                                                                                         |
| Torpedos:              | - 3 × 535-mm-Torpedorohre (5 Torpedos insgesamt)                                        | - 3 × 535-mm-Torpedorohre (5 Torpedos insgesamt)                                        |
| Seeminen:              | - bis zu 20 Stück                                                                       | - bis zu 20 Stück                                                                       |
| Rohrbewaffnung:        | - 12,7-mm-MG DSchK - 20 × 120 mm Madsen Flak                                            | - 12,7-mm-MG DSchK - 20 × 120 mm Madsen Flak                                            |

Die Vesikko ist ein U-Boot der finnischen Marine aus dem Zweiten Weltkrieg, das heute als Museumsschiff des finnischen Kriegsmuseums dient. Es war ein Prototyp der deutschen U-Boot-Klasse II und wurde am 9. Oktober 1930 vom niederländischen Büro IvS in Den Haag bestellt. Der Bau erfolgte nach einem deutschen Entwurf in der Crichton-Vulcan-Werft in Turku, die Bauüberwachung erfolgte durch IvS. Nach dem Stapellauf am 10. Mai 1933 erfolgten Probefahrten der Reichsmarine, am 30. April 1934 wurde es von der finnischen Marine in Dienst gestellt.

## Namensherkunft
Die Vesikko war eines von fünf Unterseebooten, die in der finnischen Marine dienten. Die anderen vier waren die drei größeren Boote Vetehinen, Vesihiisi und Iku-Turso (genannt nach finnischen Mythologie-Gestalten aus der Kalevala) der „Vetehinen-Klasse“ und das kleine Saukko (finnisch für Otter). Das Wort vesikko ist die finnische Bezeichnung für den Europäischen Nerz.

## Vorgeschichte
Bereits 1922 wurde im niederländischen Den Haag mit dem „Ingenieurskantoor voor Scheepsbouw“ (IvS) ein Ingenieurbüro für Schiffbau unter deutscher Kontrolle eröffnet, um die Bestimmungen des Versailler Vertrages zu unterlaufen:
- Artikel 190:

„Es ist Deutschland verboten, irgendwelche Kriegsschiffe zu bauen oder zu erwerben, außer zum Ersatz der in Dienst befindlichen Einheiten gemäß Artikel 181 des gegenwärtigen Vertrages …“
- Artikel 181:

„Nach Ablauf einer Frist von zwei Monaten vom Inkrafttreten des gegenwärtigen Vertrages an dürfen die deutschen in Dienst befindlichen Seestreitkräfte nicht mehr betragen als: 6 Schlachtschiffe der Deutschland- oder Lothringen-Klasse, 6 kleine Kreuzer, 12 Zerstörer, 12 Torpedoboote oder eine gleiche Zahl von Schiffen, die zu ihrem Ersatz gebaut werden, wie in Artikel 190 vorgesehen. Unterseeboote dürfen darunter nicht enthalten sein. Alle anderen Kriegsschiffe müssen außer Dienst gestellt oder für Handelszwecke verwandt werden, sofern der gegenwärtige Vertrag nicht das Gegenteil bestimmt.“
Aufträge aus Spanien, Finnland und der Türkei ermöglichten es den deutschen Spezialisten, ihr Wissen weiterzuentwickeln. Außerdem verfügten die Auftraggeber nicht über U-Boot-Fahrer, was es ermöglichte, die Probefahrten mit deutschem Personal durchzuführen.
Das Boot diente als direkter Prototyp (CV-707) für die deutsche Klasse IIA. In den Jahren 1933 und 1934 führte die deutsche Reichsmarine Versuche im Schärenmeer des Turku-Archipels durch. 1934 kaufte die finnische Marine das Boot und nannte es Vesikko.

## Kriegseinsatz
1936 bis 1939 wurden mit der Vesikko im Verbund mit anderen U-Booten Patrouillenfahrten und Manöver im Finnischen Meerbusen durchgeführt. Im Juli 1941 wurde nach dem Beginn des Deutsch-Sowjetischen Krieges sowie des finnisch-sowjetischen Fortsetzungskrieges der sowjetische Frachter Wyborg (4.100 BRT) im östlichen Finnischen Meerbusen torpediert und versenkt.
In den Jahren 1942 und 1943 patrouillierte die Vesikko wieder im Finnischen Meerbusen und der nördlichen Ostsee, traf aber keine Ziele mehr mit Torpedos. Die sowjetische Ostseeflotte lag zu dieser Zeit aufgrund von Netzbarrieren und Minenfeldern in Leningrad fest.
Nach dem Beginn der sowjetischen Offensive 1944 wurde die Vesikko in den Meeresraum vor Leningrad berufen, um finnische Handelsschiffe abzuschirmen. Am 19. September 1944 wurde das Boot zurück in die Marinebasis verlegt und im Dezember letztmals als Kriegsschiff gefahren.

## Nach dem Krieg

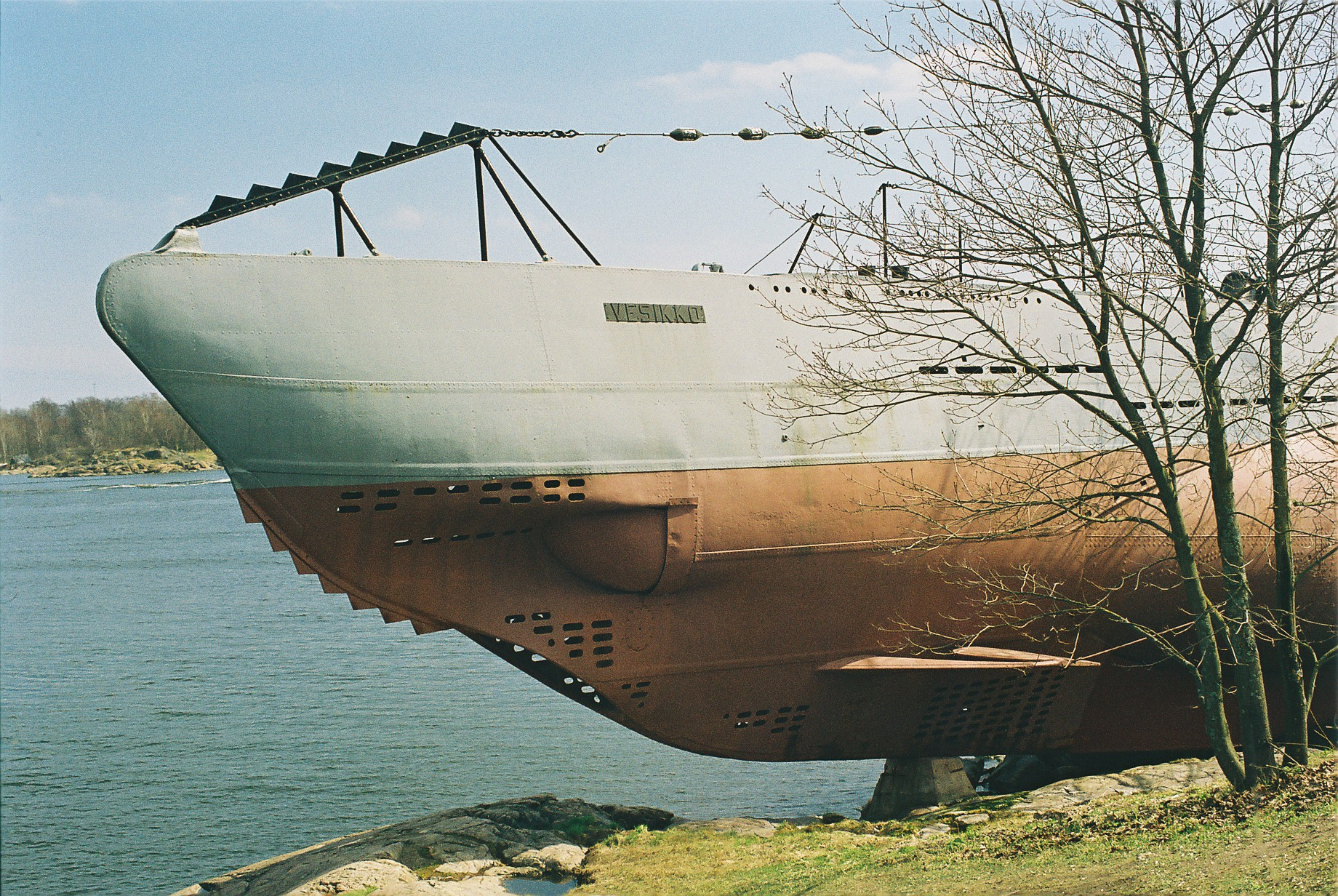
Detailaufnahme des Bugs mit Netzsäge

Nach den Bestimmungen der Pariser Friedenskonferenz von 1946 wurde das U-Boot außer Dienst gestellt und demilitarisiert. Finnland war der Besitz von U-Booten untersagt und das Land musste alle seine U-Boote außer der Vesikko als Reparation an Belgien abgeben.
Jahrelang lag das Wrack im Hafen und wurde schließlich am 21. Oktober 1959 zum Kauf für jedermann angeboten. Kriegsveteranen und das Marinemuseum setzten sich daraufhin für eine Erhaltung des Bootes als Museum ein. Es wurde zerlegt, auf die vor Helsinki gelegene Festungsinsel Suomenlinna transportiert und dort 1962 wieder zusammengesetzt. Das Boot ist seit dem 9. Juli 1973 als Museumsschiff zu besuchen.